# Saint-Albert (circonscription provinciale)
Pour les articles homonymes, voir Saint-Albert.
Circonscription électorale provinciale du Canada
Saint-Albert est une circonscription électorale provinciale de l'Alberta (Canada), située au nord-ouest d'Edmonton. Elle comprend la plupart de la ville de Saint-Albert, un des communautés franco-albertains importants qui prend son nom de père Albert Lacombe. Une circonscription qui a été créée avec la naissance de la province en 1905, Saint-Albert a été représentée par chaque grand parti d'Alberta dans son histoire. 
Son député actuel est la Néo-démocrate franco-albertaine Marie Renaud.

## Liste des députés
| Années | Années          | Député                  | Parti politique           |
| ------ | --------------- | ----------------------- | ------------------------- |
|        | 1905 - 1909     | Henry McKenney          | Indépendant               |
|        | 1909 - 1913     | Lucien Boudreau         | Libéral                   |
|        | 1913 - 1917     | Lucien Boudreau         | Libéral                   |
|        | 1917 - 1921     | Lucien Boudreau         | Libéral                   |
|        | 1921 - 1926     | Télesphore Saint-Arnaud | United Farmers            |
|        | 1926 - 1930     | Lucien Boudreau         | Libéral                   |
|        | 1930 - 1934     | Omer Saint-Germain      | United Farmers            |
|        | 1934 - 1935     | Omer Saint-Germain      | Libéral                   |
|        | 1935 - 1940     | Charles Holder          | Créditiste                |
|        | 1940 - 1944     | Lionel Tellier          | Indépendant               |
|        | 1944 - 1948     | Charles Holder          | Créditiste                |
|        | 1948 - 1952     | Charles Maynard         | Créditiste                |
|        | 1952 - 1955     | Charles Maynard         | Créditiste                |
|        | 1955 - 1959     | Arthur Soetaert         | Libéral                   |
|        | 1959 - 1963     | Keith Everett           | Créditiste                |
|        | 1963 - 1967     | Keith Everett           | Créditiste                |
|        | 1967 - 1971     | Keith Everett           | Créditiste                |
|        | 1971 - 1975     | Ernest Jamison          | Progressiste-conservateur |
|        | 1975 - 1979     | Ernest Jamison          | Progressiste-conservateur |
|        | 1979 - 1982     | Myrna Fyfe              | Progressiste-conservateur |
|        | 1982 - 1986     | Myrna Fyfe              | Progressiste-conservateur |
|        | 1986 - 1989     | Bryan Strong            | Néo-démocrate             |
|        | 1989 - 1993     | Dick Fowler             | Progressiste-conservateur |
|        | 1993 - 1997     | Len Bracko              | Libéral                   |
|        | 1997 - 2001     | Mary O'Neill            | Progressiste-conservateur |
|        | 2001 - 2004     | Mary O'Neill            | Progressiste-conservateur |
|        | 2004 - 2008     | Jack Flaherty           | Libéral                   |
|        | 2008 - 2012     | Ken Allred              | Progressiste-conservateur |
|        | 2012 - 2015     | Stephen Khan            | Progressiste-conservateur |
|        | 2015 - 2019     | Marie Renaud            | Néo-démocrate             |
|        | 2019 - en cours | Marie Renaud            | Néo-démocrate             |